# Zrębki

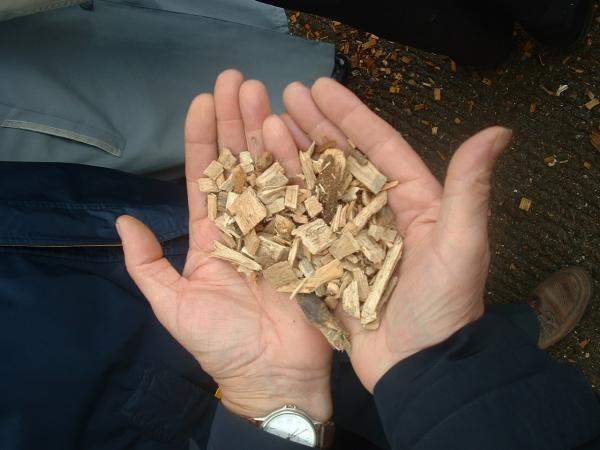
Zrębki opałowe

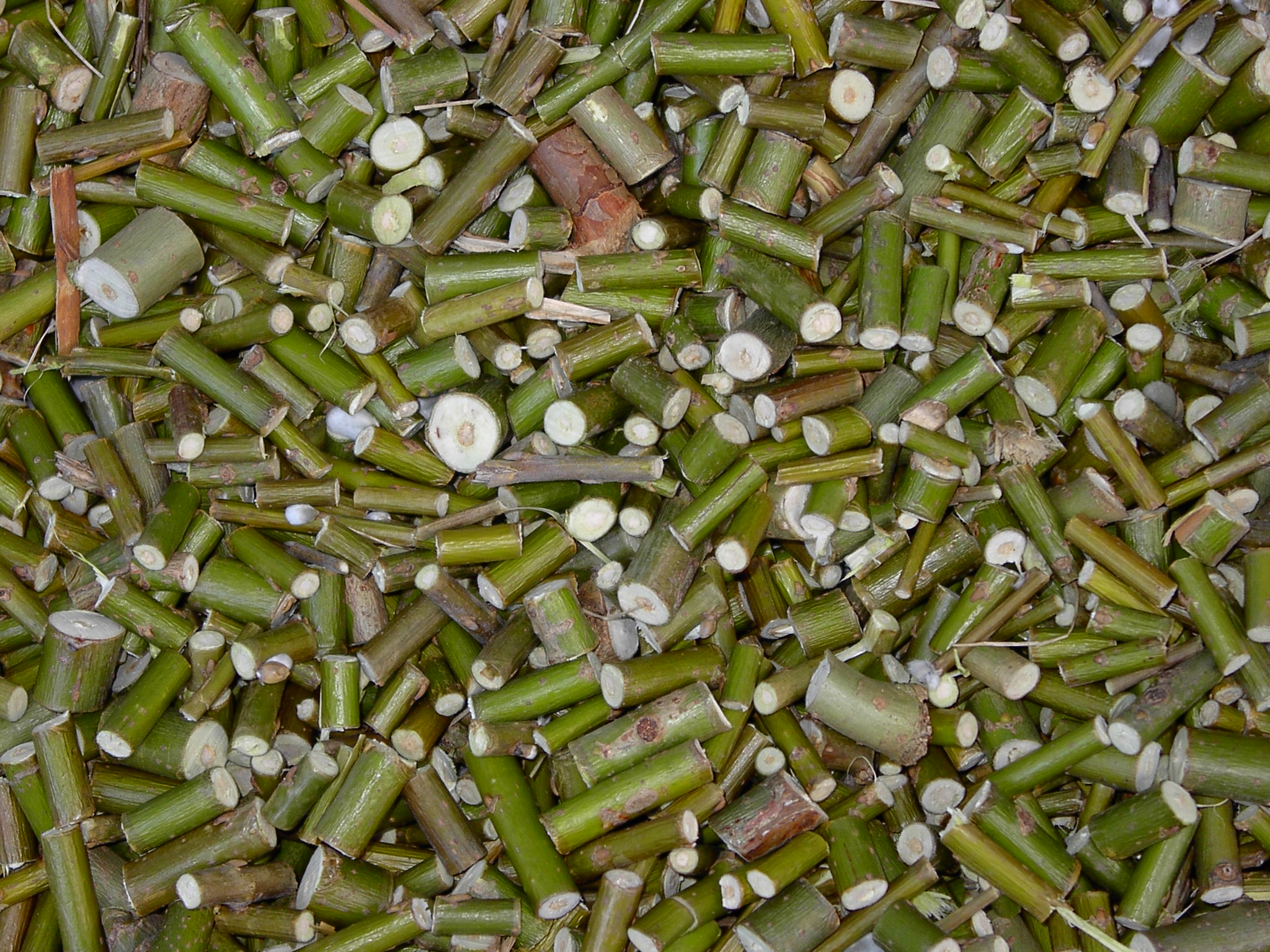
Zrębka wierzby energetycznej - stanowiąca biomasę spalaną w polskich elektrowniach

Zrębki — cząstki drewna o wymiarach mieszczących się w granicach od kilku milimetrów do kilkunastu centymetrów, powstające w wyniku rozdrabniania drewna za pomocą maszyn zrębkujących.
W zależności od gatunku drewna, wymiarów i jakości zrębki mogą stanowić surowiec do produkcji płyt wiórowych, pilśniowych, celulozy, do ekstrakcji żywicy i garbników, mogą być wykorzystywane przy produkcji żelazostopów. Zrębki obok pelletu przeznaczane są także na cele opałowe. Mają zastosowanie również w ogrodnictwie.

## Zrębki opałowe
Zrębki drzewne to ekologiczny, atrakcyjny ekonomicznie, opał biomasowy wytwarzany z odpadów drzewnych i upraw energetycznych. Surowcami do produkcji zrębków są przede wszystkim odpady z przemysłu tartacznego i leśnego. Ich jakość i wartość opałowa zależna jest od pochodzenia i sposobu składowania surowca.
Wymagania na zrębki pozyskiwane w Polsce w lesie określa Polska Norma PN-91/D-95009 - Zrębki leśne. Zgodnie z tą normą, zrębki leśne mogą być przeznaczane do produkcji płyt pilśniowych i wiórowych, wykorzystywane przy produkcji żelazostopów oraz jako opał. Zrębki opałowe można wyrabiać z drewna iglastego i liściastego wszystkich rodzajów. Wilgotności zrębków nie normalizuje się. Wymiary zrębków opałowych określa granica do 50 mm, przy czym zasadnicza frakcja (nie mniej niż 90%) nie powinna przekraczać 40 mm.

## Zrębki  w ogrodnictwie
Zrębki można barwić, co wykorzystuje się do ozdabiania terenów zieleni, ogrodów, skwerów i rabat kwiatowych. Zabezpieczają przed chwastami. Zapobiegają przesuszaniu gleby i zapewniają jej właściwe napowietrzenie. Chronią glebę przed niską lub wysoką temperaturą i jej wahaniami. Posiadają neutralny odczyn pH.